# Elton John AIDS Foundation
Elton John AIDS Foundation (EJAF) – organizacja non-profit zajmująca się walką z AIDS poprzez gromadzenie funduszy na prowadzenie profilaktyki przeciwko zakażeniu HIV, a także na udostępnianie programów edukacyjnych oraz zapewnianie bezpośredniej opieki i usług ludziom żyjącym z HIV i/lub AIDS. Fundacja została uruchomiona w 1992 w Atlancie przez Eltona Johna, który w 1993 otworzył jej kolejną filię w Londynie.
Do 2014 EJAF zebrała 275 mln dol., które przekazała na sfinansowanie programów przeciwdziałającym HIV i AIDS w 55 krajach.